# Премії НАН України імені видатних учених України — лауреати 2001 року
Премії НАН України імені видатних учених України — лауреати 2001 року.
За підсумками конкурсу 2001 р., проведеного відділеннями Національної академії наук України лауреатами премій стали:
| Премія                                              | Премійовані роботи | Лауреати                           | Коротко про лауреата |
| --------------------------------------------------- | --- | ---------------------------------- | --- |
| Премія НАН України імені М. М. Боголюбова           | за цикл робіт «Теорія поля й теорія невпорядкованих систем» | Пастур Леонід Андрійович           | академік НАН України, завідувач відділу Фізико-технічного інституту низьких температур ім. Б. І. Вєркіна НАН України                                                 |
| Премія НАН України імені М. М. Боголюбова           | за цикл робіт «Теорія поля й теорія невпорядкованих систем» | Пелетмінський Сергій Володимирович | академік НАН України, начальник відділу Національного наукового центру «Харківський фізико-технічний інститут»                                                       |
| Премія НАН України імені М. М. Боголюбова           | за цикл робіт «Теорія поля й теорія невпорядкованих систем» | Кадишевський Володимир Георгійович | академік РАН, директор Об'єднаного інституту ядерних досліджень |
| Премія НАН України імені М. В. Остроградського      | за цикл робіт «Аналіз функціоналів від випадкових процесів» | Королюк Володимир Семенович        | академік НАН України, радник при дирекції Інституту математики НАН України                                                                                           |
| Премія НАН України імені М. В. Остроградського      | за цикл робіт «Аналіз функціоналів від випадкових процесів» | Портенко Микола Іванович           | член-кореспондент НАН України, завідувач відділу Інституту математики НАН України                                                                                    |
| Премія НАН України імені М. В. Остроградського      | за цикл робіт «Аналіз функціоналів від випадкових процесів» | Ліньков Юрій Миколайович           | доктор фізико-математичних наук, завідувач відділу Інституту прикладної математики і механіки НАН України                                                            |
| Премія НАН України імені В. С. Михалевича           | за цикл робіт «Поширення та розсіяння гідродинамічних, магніто- та гідропружних хвиль в обмежених та локально неоднорідних середовищах»                                                                                               | Сергієнко Іван Васильович          | академік НАН України, директор Інституту кібернетики імені В. М. Глушкова НАН України                                                                                |
| Премія НАН України імені С. П. Тимошенка            | за монографію «Інформатика в Україні. Становлення, розвиток, проблеми» | Селезов Ігор Тимофійович           | доктор фізико-математичних наук, завідувач відділу Інституту гідромеханіки НАН України                                                                               |
| Премія НАН України імені О. К. Антонова             | за комплекс робіт з науково-технічного та методологічного забезпечення сертифікації літаків «Ан» на всіх етапах їх створення | Кива Дмитро Семенович              | доктор технічних наук, перший заступник Генерального конструктора АНТК імені О. К. Антонова                                                                          |
| Премія НАН України імені В. Є. Лашкарьова           | за серію робіт «Рекомбінаційні процеси у тетрабораті літію» | Пуза Павло Павлович                | доктор фізико-математичних наук, завідувач відділу Інституту електронної фізики НАН України                                                                          |
| Премія НАН України імені В. Є. Лашкарьова           | за серію робіт «Рекомбінаційні процеси у тетрабораті літію» | Головей Вадим Михайлович           | кандидат хімічних наук, старший науковий співробітник Інституту електронної фізики НАН України                                                                       |
| Премія НАН України імені В. Є. Лашкарьова           | за серію робіт «Рекомбінаційні процеси у тетрабораті літію» | Гундя Борис Михайлович             | кандидат фізико-математичних наук, молодший науковий співробітник Інституту електронної фізики НАН Україн                                                            |
| Премія НАН України імені Б. І. Вєркіна              | за серію робіт «Динаміка вихрової структури і властивості жорстких надпровідників» | Чабаненко Віктор Васильович        | доктор фізико-математичних наук, провідний науковий співробітник Донецького фізико-технічного інституту імені О. О. Галкіна НАН України                              |
| Премія НАН України імені Б. І. Вєркіна              | за серію робіт «Динаміка вихрової структури і властивості жорстких надпровідників» | Шимчак Генрик                      | іноземний член НАН України, професор Інституту фізики Польської академії наук                                                                                        |
| Премія НАН України імені Є. П. Федорова             | за серію робіт «Відкриття нових карликових галактик» | Караченцева Валентина Юхимівна     | доктор фізико-математичних наук, провідний науковий співробітник Астрономічної обсерваторії Київського національного університету імені Тараса Шевченка              |
| Премія НАН України імені А. Ф. Прихотько            | за серію робіт «Нейтральні та зарядові збудження у твердотільних системах» | Савченко Олена Володимирівна       | доктор фізико-математичних наук, провідний науковий співробітник Фізико-технічного інституту низьких температур імені Б. І. Вєркіна НАН України                      |
| Премія НАН України імені А. Ф. Прихотько            | за серію робіт «Нейтральні та зарядові збудження у твердотільних системах» | Остапенко Ніна Іванівна            | доктор фізико-математичних наук, провідний науковий співробітник Інституту фізики НАН України                                                                        |
| Премія НАН України імені А. Ф. Прихотько            | за серію робіт «Нейтральні та зарядові збудження у твердотільних системах» | Довгий Ярослав Остапович           | доктор фізико-математичних наук, професор Львівського національного університету імені Івана Франка                                                                  |
| Премія НАН України імені О. С. Давидова             | за серію робіт «Транспорт електронів у низьковимірних молекулярних структурах» | Петров Ельмар Григорович           | доктор фізико-математичних наук, завідувач відділу Інституту теоретичної фізики імені М. М. Боголюбова НАН України                                                   |
| Премія НАН України імені О. С. Давидова             | за серію робіт «Транспорт електронів у низьковимірних молекулярних структурах» | Єремко Олександр Олександрович     | доктор фізико-математичних наук, провідний науковий співробітник Інституту теоретичної фізики ім. М. М. Боголюбова НАН України                                       |
| Премія НАН України імені С. І. Субботіна            | за монографію «Основы векторного анализа и теория поля» | Булах Євген Георгійович            | доктор фізико-математичних наук, головний науковий співробітник Інституту геофізики імені С. І. Субботіна НАН України                                                |
| Премія НАН України імені С. І. Субботіна            | за монографію «Основы векторного анализа и теория поля» | Шуман Володимир Миколайович        | доктор фізико-математичних наук, завідувач відділу Інституту геофізики ім. С. І. Субботіна НАН України                                                               |
| Премія НАН України імені Є. О. Патона               | за цикл робіт з електротермії | Лебедєв Володимир Костянтинович    | академік НАН України, радник дирекції Інституту електрозварювання імені Є. О. Патона НАН України                                                                     |
| Премія НАН України імені Є. О. Патона               | за цикл робіт з електротермії | Лякішев Микола Павлович            | академік РАН, директор Інституту металургії та матеріалознавства імені О. О. Байкова РАН                                                                             |
| Премія НАН України імені Г. В. Карпенка             | за монографію «Вплив корозійних середовищ на локальне руйнування металів біля концентраторів напружень» | Дмитрах Ігор Миколайович           | доктор технічних наук, старший науковий співробітник Фізико-механічного інституту імені Г. В. Карпенка НАН України                                                   |
| Премія НАН України імені Г. В. Карпенка             | за монографію «Вплив корозійних середовищ на локальне руйнування металів біля концентраторів напружень» | Панасюк Володимир Васильович       | академік НАН України, директор Фізико-механічного інституту ім. Г. В. Карпенка НАН України                                                                           |
| Премія НАН України імені М. М. Доброхотова          | за цикл праць «Теоретичні та експериментальні дослідження впливу зовнішніх дій на процеси кристалізації сплавів та формування структури і властивостей металургійних заготовок»                                                       | Єфімов Віктор Олексійович          | академік НАН України, старший науковий співробітник Фізико-технологічного інституту металів і сплавів НАН України                                                    |
| Премія НАН України імені М. М. Доброхотова          | за цикл праць «Теоретичні та експериментальні дослідження впливу зовнішніх дій на процеси кристалізації сплавів та формування структури і властивостей металургійних заготовок»                                                       | Ельдарханов Аднан Саїдович         | доктор технічних наук, заступник генерального директора наукового центру «Найновіші матеріали і технології» (м. Москва)                                              |
| Премія НАН України імені С. О. Лебедєва             | за цикл робіт «Елементи теорії та методи побудови напівпровідникових і твердотільних перетворювачів електроенергії» | Сокол Євген Іванович               | проректор Національного технічного університету «Харківський політехнічний інститут»                                                                                 |
| Премія НАН України імені С. О. Лебедєва             | за цикл робіт «Елементи теорії та методи побудови напівпровідникових і твердотільних перетворювачів електроенергії» | Якименко Юрій Іванович             | член-кореспондент НАН України, перший проректор Національного технічного університету України «Київський політехнічний інститут»                                     |
| Премія НАН України імені С. О. Лебедєва             | за цикл робіт «Елементи теорії та методи побудови напівпровідникових і твердотільних перетворювачів електроенергії» | Жуйков Валерій Якович              | доктор технічних наук, завідувач кафедри Національного технічного університету України «Київський політехнічний інститут»                                            |
| Премія НАН України імені Г. Ф. Проскури             | за цикл робіт «Основи теорії та методи підвищення режимної безпеки електроенергетичних систем» | Кузнецов Володимир Григорович      | член-кореспондент НАН України, заступник директора Інституту електродинаміки НАН України                                                                             |
| Премія НАН України імені Г. Ф. Проскури             | за цикл робіт «Основи теорії та методи підвищення режимної безпеки електроенергетичних систем» | Тугай Юрій Іванович                | кандидат технічних наук, провідний науковий співробітник Інституту електродинаміки НАН України                                                                       |
| Премія НАН України імені Г. Ф. Проскури             | за цикл робіт «Основи теорії та методи підвищення режимної безпеки електроенергетичних систем» | Шполянський Олег Григорович        | кандидат технічних наук, старший науковий співробітник Інституту електродинаміки НАН України                                                                         |
| Премія НАН України імені Л. В. Писаржевського       | за цикл наукових праць «Фізико-хімічні процеси у поверхневому шарі оксидних систем і проблеми створення нових функціональних матеріалів»                                                                                              | Чуйко Олексій Олексійович          | академік НАН України, директор Інституту хімії поверхні НАН України                                                                                                  |
| Премія НАН України імені Л. В. Писаржевського       | за цикл наукових праць «Фізико-хімічні процеси у поверхневому шарі оксидних систем і проблеми створення нових функціональних матеріалів»                                                                                              | Огенко Володимир Михайлович        | член-кореспондент НАН України, заступник директора Інституту хімії поверхні НАН України                                                                              |
| Премія НАН України імені Л. В. Писаржевського       | за цикл наукових праць «Фізико-хімічні процеси у поверхневому шарі оксидних систем і проблеми створення нових функціональних матеріалів»                                                                                              | Воронін Євген Пилипович            | кандидат хімічних наук, старший науковий співробітник Інституту хімії поверхні НАН України                                                                           |
| Премія НАН України імені А. І. Кіпріанова           | за цикл наукових праць «Полімерна хімія» | Гетьманчук Юрій Петрович           | доктор хімічних наук, професор Київського національного університету імені Тараса Шевченка                                                                           |
| Премія НАН України імені І. І. Мечникова            | за наукову роботу «Генетичні та фізіологічні особливості ендофітних бактерій роду Bacillus і перспективи їх біотехнологічного використання для захисту рослин. Створення нового високоефективного екологічного препарату «Фітоспорин» | Смірнов Валерій Веніамінович       | академік НАН України, директор Інституту мікробіології і вірусології імені Д. К. Заболотного НАН України                                                             |
| Премія НАН України імені І. І. Мечникова            | за наукову роботу «Генетичні та фізіологічні особливості ендофітних бактерій роду Bacillus і перспективи їх біотехнологічного використання для захисту рослин. Створення нового високоефективного екологічного препарату «Фітоспорин» | Сорокулова Ірина Борисівна         | доктор біологічних наук, завідувачка лабораторії Інституту мікробіології і вірусології ім. Д. К. Заболотного НАН України                                             |
| Премія НАН України імені І. І. Мечникова            | за наукову роботу «Генетичні та фізіологічні особливості ендофітних бактерій роду Bacillus і перспективи їх біотехнологічного використання для захисту рослин. Створення нового високоефективного екологічного препарату «Фітоспорин» | Рева Олег Миколайович              | кандидат біологічних наук, старший науковий співробітник Інституту мікробіології і вірусології ім. Д. К. Заболотного НАН України                                     |
| Премія НАН України імені В. Я. Юр'єва               | за цикл робіт «Генетичні основи клітинної селекції, інженерії рослин та селекційні білкові маркери» | Блюм Ярослав Борисович             | член-кореспондент НАН України, заступник директора Інституту клітинної біології та генетичної інженерії НАН України                                                  |
| Премія НАН України імені В. Я. Юр'єва               | за цикл робіт «Генетичні основи клітинної селекції, інженерії рослин та селекційні білкові маркери» | Кунах Віктор Анатолійович          | член-кореспондент НАН України, завідувач відділу Інституту молекулярної біології і генетики НАН України                                                              |
| Премія НАН України імені В. Я. Юр'єва               | за цикл робіт «Генетичні основи клітинної селекції, інженерії рослин та селекційні білкові маркери» | Лісневич Лариса Олексіївна         | доктор біологічних наук, в. о. завідувача відділу Інституту фізіології рослин і генетики НАН України                                                                 |
| Премія НАН України імені І. І. Шмальгаузена         | за цикл робіт «Екологічні основи біотехнологій відтворення риб і безхребетних в аквакультурі» | Романенко Віктор Дмитрович         | академік НАН України, директор Інституту гідробіології НАН України                                                                                                   |
| Премія НАН України імені І. І. Шмальгаузена         | за цикл робіт «Екологічні основи біотехнологій відтворення риб і безхребетних в аквакультурі» | Кріт Юрій Григорович               | кандидат біологічних наук, провідний науковий співробітник Інституту гідробіології НАН України                                                                       |
| Премія НАН України імені І. І. Шмальгаузена         | за цикл робіт «Екологічні основи біотехнологій відтворення риб і безхребетних в аквакультурі» | Соломатіна Валентина Дмитрівна     | доктор біологічних наук, старший науковий співробітник Інституту гідробіології НАН України                                                                           |
| Премія НАН України імені М. І. Тугана-Барановського | за цикл праць з проблем соціальної орієнтації економіки | Амоша Олександр Іванович           | член-кореспондент НАН України, директор Інституту економіки промисловості НАН України                                                                                |
| Премія НАН України імені М. І. Тугана-Барановського | за цикл праць з проблем соціальної орієнтації економіки | Новикова Ольга Федорівна           | доктор економічних наук, завідувачка відділу Інституту економіки промисловості НАН України                                                                           |
| Премія НАН України імені М. П. Василенка            | за цикл праць «Проблеми становлення і розвитку правової держави в Україні» | Погорілко Віктор Федорович         | доктор юридичних наук, старший науковий співробітник Інституту держави і права ім. В. М. Корецького НАН України                                                      |
| Премія НАН України імені М. П. Василенка            | за цикл праць «Проблеми становлення і розвитку правової держави в Україні» | Скрипнюк Олександр Васильович      | доктор юридичних наук, старший науковий співробітник Інституту держави і права ім. В. М. Корецького НАН України                                                      |
| Премія НАН України імені М. П. Василенка            | за цикл праць «Проблеми становлення і розвитку правової держави в Україні» | Ставнійчук Марина Іванівна         | кандидат юридичних наук, старший науковий співробітник Інституту держави і права ім. В. М. Корецького НАН України                                                    |
| Премія НАН України імені М. І. Костомарова          | за цикл праць «Соціокультурна еволюція українського суспільства XIX—ХХ ст.» | Барановська Наталія Петрівна       | кандидат історичних наук, старший науковий співробітник Інституту історії України НАН України                                                                        |
| Премія НАН України імені М. І. Костомарова          | за цикл праць «Соціокультурна еволюція українського суспільства XIX—ХХ ст.» | Ковалюк Роман Теодорович           | кандидат історичних наук, доцент Львівської державної академії ветеринарної медицини імені С. З. Гжицького                                                           |
| Премія НАН України імені М. І. Костомарова          | за цикл праць «Соціокультурна еволюція українського суспільства XIX—ХХ ст.» | Матяш Ірина Борисівна              | кандидат історичних наук, директор Українського державного науково-дослідного інституту архівної справи та документознавства при Державному комітеті архівів України |
| Премія НАН України імені А. Ю. Кримського           | за цикл праць «Україна і Схід: проблеми етнічної історії та культурних взаємозв'язків» | Айбабін Олександр Ілліч            | доктор історичних наук, керівник Кримського відділення Інституту сходознавства імені А. Ю. Кримського НАН України                                                    |
| Премія НАН України імені А. Ю. Кримського           | за цикл праць «Україна і Схід: проблеми етнічної історії та культурних взаємозв'язків» | Кочубей Юрій Миколайович           | кандидат філологічних наук, провідний науковий співробітник Інституту сходознавства ім. А. Ю. Кримського НАН України                                                 |
| Премія НАН України імені І. Я. Франка               | за працю «Зафіксоване і нетлінне. Роздуми про епістолярну творчість» | Коцюбинська Михайлина Хомівна      | кандидат філологічних наук, старший науковий співробітник Інституту літератури імені Т. Г. Шевченка НАН України                                                      |